# Крекінг-установки у Джоффре
Крекінг-установки у Джоффре — складові частини нафтохімічного майданчику компанії NOVA в канадській провінції Альберта.
Перша установка парового крекінгу в Джоффре стала до ладу в 1979-му з річною потужністю 544 тисячі тонн етилену. За п'ять років до неї приєдналась друга, здатна продукувати 680 тисяч тонн зазначеного олефіну, а в 2000-му запустили третє виробництво. Станом на середину 2010-х загальна потужність майданчику досягла 2812 тисяч тонн, в тому числі установка Е1 — 726 тисяч тонн, Е2 — 816 тисяч тонн та Е3 — 1270 тисяч тонн.
Як сировину для піролізу на майданчику в Джоффре використовують етан, котрий з кінця 1970-х постачає трубопровід Alberta Ethane Gathering System. В той же час, установки Е1 та Е2 за сприятливої цінової ситуації можуть також споживати певні обсяги іншого гомологу метану — пропану, для подачі якого спорудили пропанопровід Joffre Feedstock Pipeline (у першій половині 2010-х також почав транспортувати етан-етиленову суміш, отриману з продуктів апгрейду бітумів нафтоносних пісків).
Частина етилену споживається на самому майданчику двома лініями лінійного поліетилену низької щільності та поліетилену високої щільності загальною потужністю 1102 тисячі тонн. Ще 500 тисяч тонн лінійного поліетилену низької щільності продукує компанії Dow Chemical (володіє 50 % установки Е3). Нарешті, у Джоффре працює завод альфа-олефінів, котрий використовує чверть мільйона тонн етилену на рік.
Надлишок олефіну постачається до інших споживачів провінції Альберта за допомогою етиленопроводу Ethylene Distribution System.